# 片野城
片野城（かたのじょう）は、茨城県石岡市根小屋（常陸国新治郡片野）にあった日本の城。戦国時代には太田資正の居城として知られ、江戸時代初期には片野藩滝川氏の居城となったが、短期間で廃藩・廃城となった。城址は石岡市の史跡に指定されている。

## 歴史
鎌倉時代の文永年間（1264年-1275年）に小田氏の一族である八田（八代）将監が築城したとされる。一方、南北朝時代に片野彦三郎親吉という者が居城して小田城（つくば市）に滞在する北畠親房に従ったとする史料もある。
戦国時代には小田城を本拠地とする小田氏の支配下にあり、領国の北東に位置する最前線として府中城（石岡市）の大掾氏や水戸城（水戸市）の江戸氏に備えていた。当時の城将として「加太野伊豆」「根小屋十六騎　上曽越後守」の名が江戸時代の史料に見える。
永禄7年（1564年）頃、佐竹氏が上曽氏の守る片野城を落とし、同9年（1566年）、客将の太田資正（元武蔵国岩槻城（さいたま市岩槻区）城主）を片野城に入れた。永禄12年（1569年）、小田氏が片野城および柿岡城（石岡市、城主は太田資正の次男梶原政景）を攻めたが、手這坂の戦いで真壁城（桜川市）の真壁氏幹の援軍を得た資正に敗れた。佐竹氏は小田城を奪って資正に与えたが、資正は小田城を梶原政景に譲って片野城に戻り、天正19年（1591年）、片野城で没した。
太田資正の後を継いだ太田資武は結城秀康に仕えて片野城を去り、文禄4年（1595年）、佐竹氏領国内の配置替えにより、佐竹氏一門の石塚城（東茨城郡城里町）城主石塚義辰が片野9か村3776石に領土を移されて入城した。このとき、石塚氏の故地石塚村から菩提寺の泰寧寺（曹洞宗）と祈祷寺の浄瑠璃光寺（真言宗）が城下の根小屋村に移され、城の守護神として佐竹氏の故地久慈郡佐竹郷（常陸太田市）から七代天神社が勧請された。
慶長7年（1602年）、佐竹氏は出羽国秋田に減転封となり、石塚氏もこれに従って片野城を去った。佐竹氏の旧領を接収した徳川家康は、翌慶長8年（1603年）に関ヶ原の戦いで西軍について失領していた元織田信雄家老で豊臣秀吉の御咄衆の滝川雄利を召し出して新治郡21か村2万石を与え、片野城に入れた。
片野藩主となった滝川氏は前城主石塚氏が残した泰寧寺を菩提寺とし、七代天神社の社殿を造営して保護したが、寛永2年（1625年)、第2代藩主滝川正利が後を継ぐ男子がなく、病弱で勤仕に耐えないという理由で所領の返上を願い出て、所領2万石のうち1万8000石を収公の上、2000石（根小屋村、片野村および下林村の一部）を安堵されて旗本となった。片野城が城郭としての機能を失った時期は不詳だが、片野藩の廃藩をもって廃城となったとされることもある。

## 構造
片野城は、八郷盆地の東側を区切る山塊が、恋瀬川とその支流の八瀬川が形成した沖積低地に突出した舌状の丘陵に位置する。西、北、東の三方を水田として利用される低地に囲われており、比高差は約30メートル程である。
城の施設は、丘陵のほとんどを利用し、東西約300メートル、南北約800メートルにわたって築かれている。片野城址の碑が立つ場所から北に2つの曲輪からなる主郭群があり、空堀と土橋で仕切られている（発掘調査報告書 (PDF) 7ページの図のIおよびIV）。
主郭から北は堀切で遮断された上、丘陵の北端まで城郭施設が形成されている。
主郭から南には堀切を挟んで天神台と呼ばれる大規模な曲輪（発掘調査報告書7ページの図のV）があり、南側の大手口を枡形虎口と角馬出しで厳重に防御している。城の守護神として勧請された七代天神社はこの曲輪にある。
馬出しの外側にある曲輪（発掘調査報告書7ページの図のVll）には浄瑠璃光寺（無住）があり、この曲輪の東側虎口に近い平坦面からは発掘調査で片野城存続時期に属する墓が検出されている。

## 遺構
全域が民有地になっており、宅地や畑として利用されているが、土塁、空堀、水堀などの遺構は良好に保存されている。
北部は土塁などが原形をよくとどめている。城郭遺構の北端には大規模な土塁と水堀が認められる。
浄瑠璃光寺のある曲輪は墓地として利用されており、太田資正の墓所が設けられている。